# Пасічнянська сільська рада (Старосинявський район)
Пасічня́нська сільська́ ра́да — адміністративно-територіальна одиниця та орган місцевого самоврядування у Старосинявському районі Хмельницької області. Адміністративний центр — село Пасічна.

## Загальні відомості
Пасічнянська сільська рада утворена в 1923 році.
- Територія ради: 35,26 км²
- Населення ради: 1 807 осіб (станом на 2001 рік)
- Територією ради протікає річка Грабарка

## Населені пункти
Сільській раді підпорядковані населені пункти:
- с. Пасічна
- с. Гречана
- с. Рідкодуб

## Склад ради
Рада складається з 16 депутатів та голови.
- Голова ради: Палага Олександр Іванович
- Секретар ради: Шеремета Галина Олександрівна

### Керівний склад попередніх скликань
| Прізвище, ім'я, по батькові | Основні відомості                                                                                  | Дата обрання | Дата звільнення |
| --------------------------- | -------------------------------------------------------------------------------------------------- | ------------ | --------------- |
| Палага Олександр Іванович   | Сільський голова, 1965 року народження, освіта вища, член Всеукраїнського об'єднання «Батьківщина» | 26.03.2006   | 31.10.2010      |
| Палага Олександр Іванович   | Сільський голова, 1965 року народження, освіта вища, член Партії регіонів                          | 31.10.2010   |                 |

Примітка: таблиця складена за даними сайту Верховної Ради України

### Депутати
За результатами місцевих виборів 2010 року депутатами ради стали:

#### За суб'єктами висування
| Суб'єкт висування                 | Кількість обраних депутатів | %    |
| --------------------------------- | --------------------------- | ---- |
| Партія регіонів                   | 7                           | 43,8 |
| Самовисування                     | 6                           | 37,5 |
| Єдиний Центр                      | 1                           | 6,3  |
| Народна партія                    | 1                           | 6,3  |
| Політична партія «Сильна Україна» | 1                           | 6,3  |

#### За округами
| № округу                          | Прізвище, ім'я, по батькові       | Дата визнання обраним | Освіта             | Партійна приналежність                        | Відомості про обраного депутата        |
| --------------------------------- | --------------------------------- | --------------------- | ------------------ | --------------------------------------------- | -------------------------------------- |
| Єдиний Центр                      |                                   |                       |                    |                                               |                                        |
| 8                                 | Шиян Олександра Олександрівна     | 05.11.2010            | вища               | член Єдиного Центру                           | Пасічнянський НВК, викладач            |
| Народна Партія                    |                                   |                       |                    |                                               |                                        |
| 16                                | Награбовський Василь Васильович   | 05.11.2010            | середня спеціальна | член Народної партії                          | ДНДГ «Пасічна», бригадир               |
| Партія регіонів                   |                                   |                       |                    |                                               |                                        |
| 1                                 | Ханін Віталій Сергійович          | 05.11.2010            | вища               | позапартійний                                 | ДНДГ «Пасічна», інженер електрик       |
| 3                                 | Жарун Светлана Степанівна         | 05.11.2010            | середня спеціальна | позапартійна                                  | ДМШ, викладач                          |
| 7                                 | Свередюк Світлана Михайлівна      | 05.11.2010            | середня спеціальна | позапартійна                                  | Пасічнянська амбулаторія, медсестра    |
| 9                                 | Кривий Олександр Степанович       | 05.11.2010            | вища               | позапартійний                                 | ДНДГ «Пасічна», агроном                |
| 10                                | Шеремета Галина Олександрівна     | 05.11.2010            | середня спеціальна | позапартійна                                  | Пасічнянська сільська рада, секретар   |
| 11                                | Хилобокий Микола Феліксович       | 05.11.2010            | середня спеціальна | позапартійний                                 | ДНДГ «Пасічна», бригадир               |
| 13                                | Левицька Оксана Миколаївна        | 05.11.2010            | середня            | член Партії регіонів                          | тимчасово не працює                    |
| Політична партія «Сильна Україна» |                                   |                       |                    |                                               |                                        |
| 4                                 | Смоляна Анастасія Василівна       | 05.11.2010            | середня спеціальна | позапартійна                                  | ДНЗ, завідувачка                       |
| Самовисування                     |                                   |                       |                    |                                               |                                        |
| 2                                 | Веретніцький Володимир Васильович | 05.11.2010            | вища               | позапартійний                                 | ДНДГ «Пасічна», старший виконроб       |
| 5                                 | Вітомська Любов Сергіївна         | 05.11.2010            | вища               | позапартійна                                  | Пасічнянський НВК, заступник директора |
| 6                                 | Цап'юк Тетяна Іванівна            | 05.11.2010            | вища               | член Всеукраїнського об'єднання «Батьківщина» | Пасічнянський НВК, викладач            |
| 12                                | Юзва Олександр Степанович         | 05.11.2010            | вища               | позапартійний                                 | ДНДГ «Пасічна», головний бухгалтер     |
| 14                                | Кулін Михайло Михайлович          | 05.11.2010            | вища               | член Всеукраїнського об'єднання «Батьківщина» | Гречанський приход, священик           |
| 15                                | Юзва Людмила Леонідівна           | 05.11.2010            | середня спеціальна | член Всеукраїнського об'єднання «Батьківщина» | ДНДГ «Пасічна», робітниця              |